# キリストの教会 (無楽器派)
キリストの教会 (無楽器派)(Church of Christ)は、アメリカ合衆国のプロテスタント・ディサイプルス派から分裂する形で設立された、保守的な信仰を持つ教派のチャーチ・オブ・クライストが、日本に伝道して創立した団体。礼拝での楽器使用を認めないため、無楽器派とも呼ばれる。
日本における伝道の歴史としては、1890年(明治23年)より、チャーチ・オブ・クライストの宣教師であるアズビル(W・K・Azbill)とJ・M・マッケレブ、E・スナドグラス(Eugene Snodgrass)夫妻、W・J・ビショップ夫妻らによって、東京の上富坂、雑司ヶ谷で伝道が開始された。
1900年(明治33年)からは、日本人伝道者平塚勇之助が協力し、茨城、静岡、金沢まで伝道が広がった。
さらに戦後、ビッグスラー宣教師とローズ宣教師が来日し、それぞれ東京と横浜に伝道を開始。
また時を同じくして、宣教師H・R・フォックスとその息子ハリージュニア(Harry Robert FOx Jr.)及びローガン(Logan J. Fox)ら3名が、1949年(昭和24年)に茨城キリスト教大学を設立した。かつて大学内に設立されていたキリスト教学科は、キリストの教会の牧師を養成する神学校だった。
その後は日本人伝道者が主力となり、全国約50箇所で伝道しており、立川キリストの教会内に伝道者を養成している伝道学院がある。また一般信徒むけの講座には「ゴール伝講座」を設け、教会堂がある教会で毎月一度行い、講座のDVDを有料で配布している。
教団が毎月発行する雑誌としては、『福音』（勝田キリストの教会発行）がある。